# Цеван Дорджі
Цеван Дорджі (1732—1750) — 7-й хан Джунгарії в 1745—1749 роках.

## Життєпис
Походив з ойратського племені чорос. Другий син Галдан-Церена, хунтайджі Джунгарії. Народився у 1732 році. У 1745 році після смерті батька за його заповітом став новим володарем Джунгарського ханства, прийнявши ім'я Амджа Намг'ял-хунтайджі. Втім через молодий вік регентшею і правителькою стала його сестра Улам-Баяр. Вона наказала припинити війну з Кокандським бекством, що тривала з 1744 року. Очільник війська, що поверталося з Середньої Азії, нойон Септень планував надати підтримку Ламі Джорджі, зведеному брату хунтайджі, для захоплення влади. Проте його листи було перехоплено, самого нойона арештовано й невдовзі він помер за невідомих обставин. Тому лише влітку 1746 року відбулося урочисте зведення на трон Цеван Джорджі (Амджа-хана).
Втім жорстокий і нестримний характер правителя призвів до численних конфліктів з нойонами. У 1748 році сестра разом з 17 нойонами планувала повалити правителя, але змову було викрито. Амджа Намг'ял-хунтайджі наказав заслати сестру до міста Аксу, а інших заколотників стратити. Водночас вирішив підкорити Кокандське бекство, що не вдалося його батькові. Але походу завадили напади киргизів на чолі із манапом Ахметом, який двічі завдав поразки джунгарському війську. 
У 1748—1749 роках велися бойові дії проти Кокандського бекства та його союзників киргизів, які двічі намагалися захопити Кашгар. Разом з тим на бік Джунгарії перейшли каракалпаки, які виступили проти Середнього і Молодшого жузів, що скинули джунгарську залежність. Втім невдовзі конфлікти між Середнім і Молодшим жузом призвели до того, що султани і хани кожного з них стали шукати союзу з Джунгарією. При цьому джунгарський хунтайджі намагався встановити союзні стосунки з Персією, відправивши посольство до Аділь-шаха. Також було здійснено декілька спроб розширити владу на Тибет, проте невдало.
1749 року війська Старшого жуза виступили проти джунгарів, намагаючись відвоювати південний Казахстан і місто Шаш, де місцеве населення повстало проти намісника хунтайджі. У відповідь проти них виступило джунгарське військо. В подальшому планувалося виступити проти Коканда та відновити династію Аштарханідів в бухарському ханстві, яку було повалено 1748 році династією Мангитів. Втім у 1750 році внаслідок епідемії віспи джунгари вимушені були повернутися до себе. В цей час виник заколот проти хунтайджі, спровокований арештом зайсана Олдзе. На бік останнього перейшло ламаїстське духівництво. Хунтайджі втік до нойона Даши-Дава, але тому завдав поразки Лама Джорджі, який перейшов на бік повсталих. Невдовзі хунтайджі було схоплено й виколото очі, а потім заслано до Аксу, де 1750 року вбито. Новим хунтайджі став Лама Джорджі.